# Korean Air
Korean Air is de grootste luchtvaartmaatschappij in Zuid-Korea.
Het is een van de grootste luchtvaartmaatschappijen in Azië, en voert vluchten uit naar Azië, Europa, Afrika, Australië en Noord-Amerika vanuit zijn nieuwe internationale hub, Incheon International Airport ten westen van Seoel. De hub voor de binnenlandse vluchten is Gimpo Airport, het voormalige Kimpo International Airport.
De moedermaatschappij van Korean Air is Korean Air Lines Co., Ltd. die op 19 juni 1962 werd opgericht. Per eind december 2020 was Hanjin KAL Co., Ltd. met 31% veruit de grootste aandeelhouder.

## Geschiedenis
De maatschappij werd opgericht in 1962 als "Korean Air Lines" (KAL). In die tijd was het bedrijf eigendom van de Koreaanse staat. In 1966 kregen de aandelen een beursnotering op de Koreaanse effectenbeurs. In 1969 werd het bedrijf overgenomen door de Hanjin Transport Group, die nog steeds een belangrijke aandeelhouder is. Korean Airlines gebruikte de Boeing 707 voor zijn internationale vluchten naar Hongkong, Taiwan en Seattle in de Verenigde Staten. In 1973 introduceerde KAL Boeing 747s op de routes over de Stille Oceaan en begon Europese vluchten naar Parijs met 707s. KAL was ook de eerste klant van Airbus buiten Europa.
In 1984 onderging de luchtvaartmaatschappij een facelift. De naam werd veranderd in Korean Air en het kleurenschema werd veranderd naar de huidige lichtblauwe bovenkant. In 1986 was Korean Air de eerste luchtvaartmaatschappij die gebruik maakte van de McDonnell Douglas MD-11.
In juni 2000 was Korean Air een van de mede-oprichters van de SkyTeam luchtvaartalliantie.
In april 2013 werd Korean Air een grote minderheidsaandeelhouder met een belang van 44% in Czech Airlines. In februari 2018 werd het hele belang verkocht aan Trans Service Group en Korean Air trok zich daarmee volledig terug uit de luchtvaartmaatschappij.
In augustus 2020 maakte Korean Air de verkoop bekend van de cateringactiviteiten en de belastingvrije verkopen. De Koreaanse private equity investeerder Hahn & Company is bereid 991 miljard won (ca. US$ 834 miljoen) te betalen. De verkoop werd op 17 december 2020 afgerond. Korean Air heeft het geld nodig want de coronapandemie heeft tot grote verliezen geleid. In april 2020 hebben de staatsbanken Korea Development Bank en de Export-Import Bank of Korea al voor 1200  miljard won (ca. US$ 1 miljard) aan financiële middelen beschikbaar gesteld.
In november 2020 deed het een overnamebod op Asiana Airlines, de tweede Koreaanse luchtvaartmaatschappij, ter waarde van US$ 2,2 miljard. Asiana werd in 1988 opgericht en vloog voor de coronapandemie naar 61 steden in 21 landen. Het bedrijf heeft ook twee lagekostenluchtvaartmaatschappijen, Air Seoul en Air Busan.

## Ongelukken en incidenten
- Op 20 april 1978 werd Korean Air-vlucht 902 boven noordelijk Karelië geraakt door een R-60 lucht-luchtraket van een Soechoj Soe-15-onderscheppingsjager van de Sovjet-Unie, waarbij 2 van de 109 inzittenden om het leven kwamen.[4]
- Op 1 september 1983 werd Korean Air-vlucht 007 door de Sovjet-Unie neergeschoten in het Russische luchtruim ten westen van het eiland Sachalin.[5] De Boeing 747 vervoerde 269 bemanningsleden en passagiers. Er waren geen overlevenden.
- Op 6 augustus 1997 verongelukte Korean Air-vlucht 801 naar Guam, een eiland in de Grote Oceaan. 223 van de 254 passagiers overleefden de ramp niet.